# Pjotr Pawlowitsch Birjukow

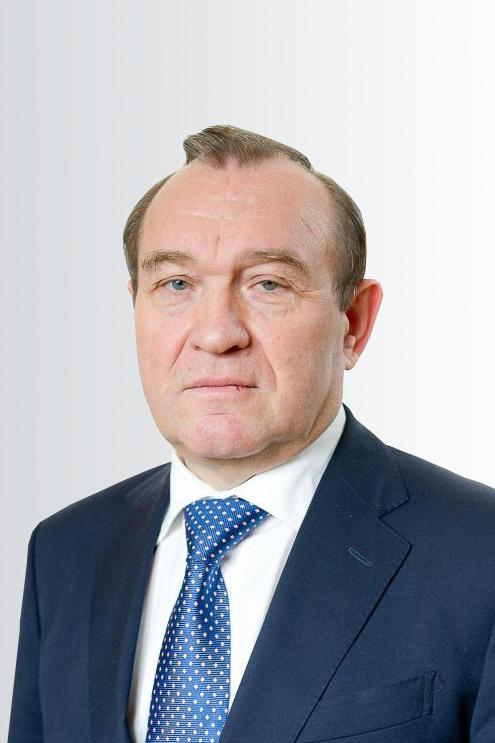
Pjotr Birjukow (2013)

Pjotr Pawlowitsch Birjukow (russisch Пётр Павлович Бирюков; * 12. Juli 1951) ist ein russischer Bauingenieur und Politiker. Er ist Vize-Bürgermeister Moskaus.
Pjotr Birjukow wurde in dem kleinen Dorf Бузец, nahe Schelesnogorsk in der Region Kursk geboren. In den 1970er-Jahren studierte Birjukow in Kursk und erhielt später von der Kursker Polytechnischen Universität 1986 das Diplom als Bauingenieur. Seit 2010 ist Birjukow Vize-Bürgermeister der Hauptstadt Russlands, Moskau.
Der russische Investigativjournalist Iwan Golunow recherchierte 2019 über die Familie von Birkujow und deren drastisch anwachsendes Vermögen. Kurz darauf wurde Golunow aufgrund möglicherweise untergeschobener Drogen festgenommen.